# Klášter svatého Jana (Müstair)
Klášter svatého Jana v Müstairu je velmi dobře zachovalý středověký klášter nacházející se ve východním Švýcarsku, v kantonu Graubünden. Založen byl v roce 775, tzn. v karolinském období. Během restauračních prací, které probíhaly během 20. století, bylo odkryto mnoho nástěnných románských fresek z období raného středověku. Od roku 1983 je klášter zařazen mezi lokality světového kulturního dědictví UNESCO. V současné době klášter obývá malá komunita jeptišek benedektinek (okolo 12 osob).

## Fotogalerie

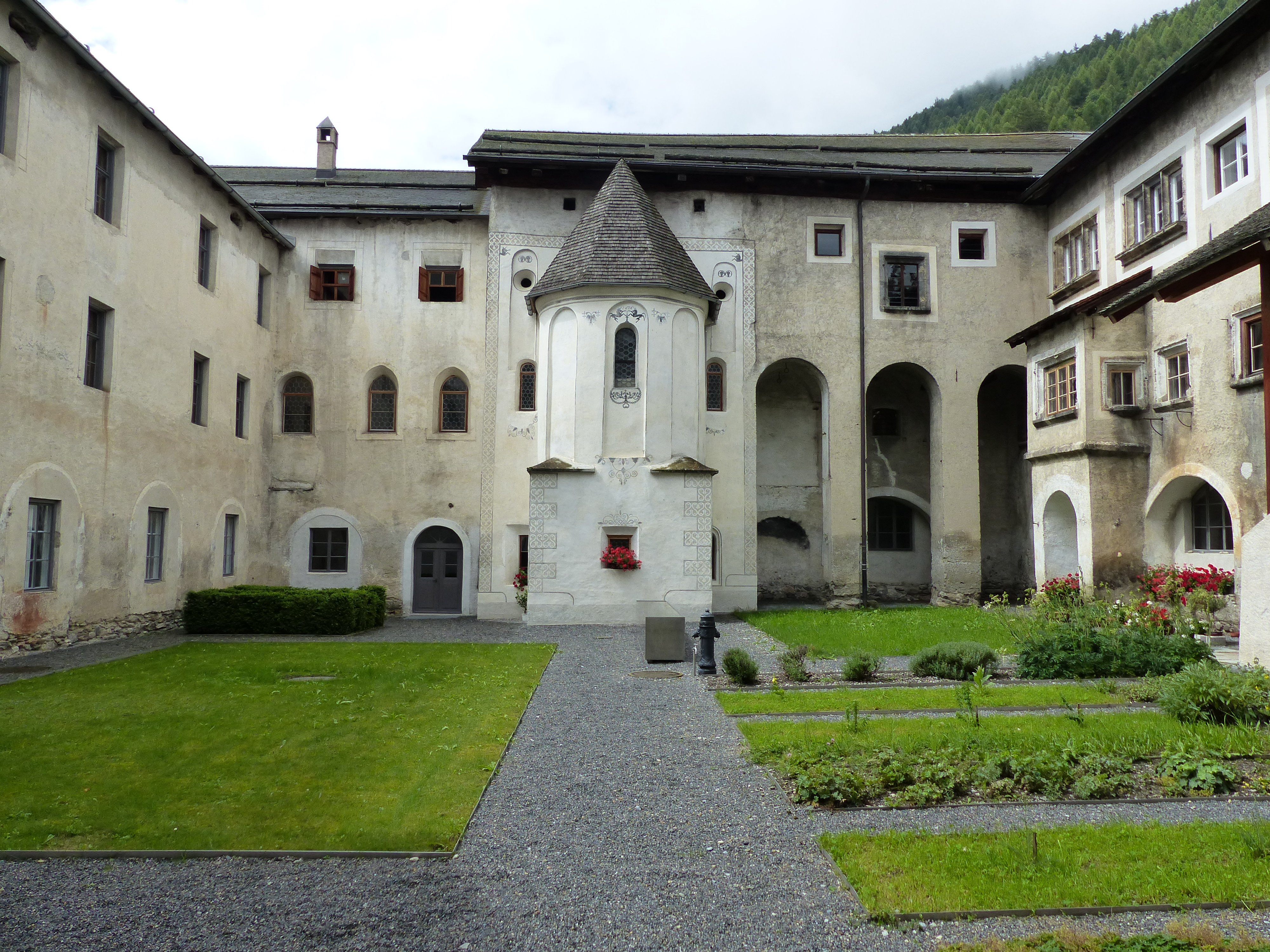
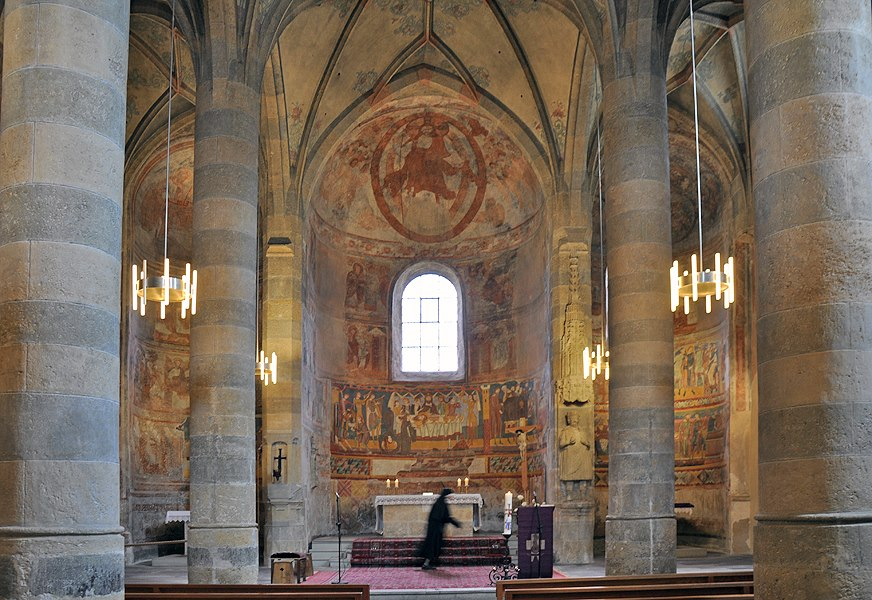
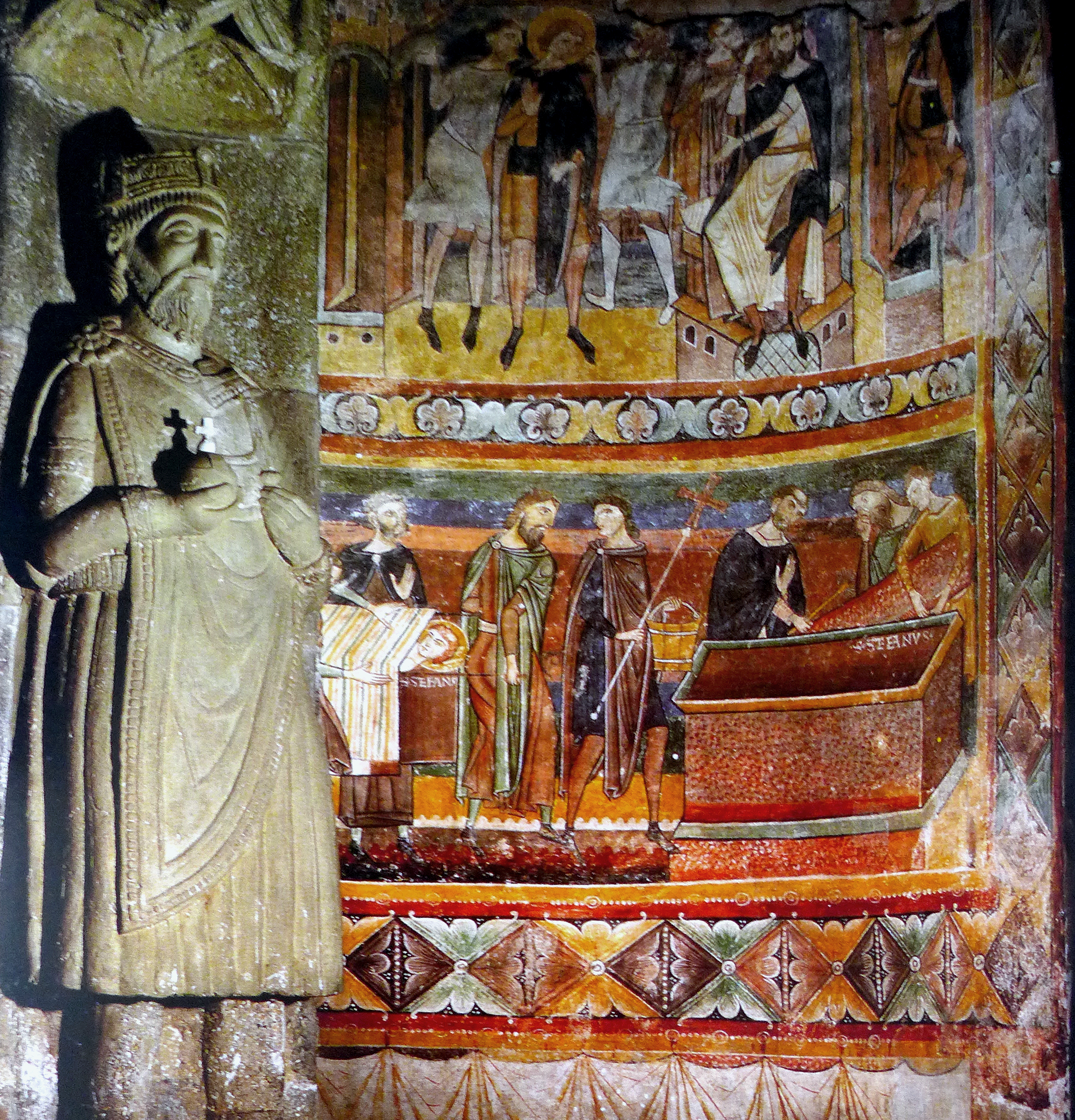